# スーパーボンバーマン3
『スーパーボンバーマン3』は、1995年（平成7年）4月28日に日本のハドソンから発売されたアクションゲーム。ヨーロッパでは同年10月15日に発売。

## 概要
『ボンバーマンシリーズ』第13作目、そしてスーパーファミコンにおけるボンバーマンシリーズ第4作目。
処理速度が向上したことで、スーパーファミコンのシリーズで初めて5人同時プレイを実現している。ノーマルゲームでは『スーパーボンバーマン』以来の2人同時プレイが可能となった。後のシリーズにも搭載されている「みそボン」システムが初登場したのも本作である。
前作『スーパーボンバーマン2』および『スーパーボンバーマン ぱにっくボンバーW』は外注だったが、本作は再びハドソン自身が開発を行い、ディレクターはボンバーマンシリーズ総監督の藤原茂樹。ゲームデザインは渡辺達光。メインプログラムはPCエンジン版『スーパー桃太郎電鉄II』『新桃太郎伝説』を手掛けた青山光（青山公士）。音楽はシリーズ楽曲を多く手掛ける竹間淳と『スーパースターソルジャー』（作曲）やPCエンジン版『ボンバーマン』（サウンドプログラム）を担当した星恵太。アートデザインは『ボンバーマン'94』『ボンバーマンGB』『ぱにボンW』を担当した水野祥司と本作がシリーズ初参加となる吉見直人が手掛けている。なお、藤原はPCエンジンのシリーズタイトルを中心に手掛けてきており、本作が初めて本格的に関わったスーパーファミコンのシリーズタイトルである。
本作を境に水野祥司によるボンバーマンやバグラーなどの主要キャラクターのデザインやアートワークの作風が確立された。
「ぱにっくボンバー」を除くメインシリーズで初めて声優が起用され、『スーパーボンバーマン』のコマーシャル以来、ボンバーマンを演じている杉山佳寿子が起用された。

### 様々な方面でのPCエンジン版との統合
これまでのスーパーファミコンにおけるボンバーマンシリーズ（以下スーパーファミコン版）は、グラフィック・サウンドの雰囲気が当時並行して発売していたPCエンジンのボンバーマンシリーズ（以下PCエンジン版）とはやや異なっていた。それが今作では、いずれの点においてもPCエンジン版の要素が強く取り入れられており、これまでのスーパーファミコン版とは少し異なる雰囲気となっている。そして両方の良い所を取り入れた結果、これまでのPCエンジン版とスーパーファミコン版のシリーズがこの作品で融合した形となった。そのため本作品はストーリーも、PCエンジン『ボンバーマン'94』とスーパーファミコン『スーパーボンバーマン2』両方の続編という位置付けである。

## 物語
『'94』で一度はボンバーマンに敗れた「プロフェッサーバグラー」が、遥か宇宙の彼方にある「ボンバー星雲」にて再び宇宙征服を開始した。バグラーは『スパボン2』でボンバーマンに倒され、どこぞの星にて朽ちた状態にある、かつて自らが生み出した5人のボンバーマン「凶悪ボンバー5人衆」を回収し、蘇らせる。そして宇宙征服の手始めにボンバー星雲の5つの惑星に5人衆を送り込み、各惑星のマザーコンピュータのチップを封印させ、それらの星を征服した。緊急事態の知らせを受けたボンバーマンは、マザーコンピュータのチップを取り戻し、バグラーと5人衆の魔の手からボンバー星雲の平和を守るため、5つの星の奪還に向かった。

## ノーマルゲーム
ボンバーマンを操作し、数々のステージをクリアしていくゲーム。全6ステージで、ひとつのステージにつき4つのエリア（ステージ6は1エリアだが7パートある）と、最後にはボスキャラとの対決ステージが待ちうけている。ステージ5までの各エリアは1つから4つのパートに分かれており、後半のエリアほどゴールまでの道のりが長くなる。タイトル画面とプロローグのBGMは『ボンバーマン'93』のアレンジ。
今作では一度クリアしたステージ、エリアは自由にプレイできるようになった。出現アイテムは決まっているため（ただし、どの色のルーイが出るかは分からない）、特定のアイテムを取りに以前のステージに戻る、と言ったことも可能。ただし、各ステージのボスは1度しか戦えず、ステージ6が登場すると他のステージには行けなくなる。
なお、今回はエリア内のすべての敵を倒す必要はなく、エリアに点在する「コアメカ」をすべて破壊すると、ゴールおよび次のパートに進むことができる。コアメカは固定されたものと移動するもの（コアメカウォーカー）がある。なお、一度クリアしたエリアではコアメカが破壊された状態から始まるため、改めて壊す必要がなくなる。また、ゴールまたは次のパートの門に爆風を当てても敵が復活することはない。
爆弾の爆風に当たる、敵や攻撃トラップに触れるもしくは時間制限がなくなるとミスとなり、残機が減りそのパートの最初からやり直し（2人プレイではどちらかが生き残っていれば時間制限がなくなるまで続行できる）。さらにファイアーアップ・ボムアップ・スピードアップ以外のアイテムの効果がなくなってしまう。残機がなくなるとゲームオーバー。コンティニューができるほか、表示されるパスワードを入力することで、続きから遊ぶことができる。ただし装備はすべてなくなる。残機は1UPアイテムを取るか、スコア（得点）が一定値以上になるごとに増える。また、ボス戦にも時間制限が設定された。
『スーパーボンバーマン』以来の2人同時プレイが可能。1Pは白ボンバーマン、2Pは黒ボンバーマンを操作する。1人プレイ時にスタートボタンで、残機を1減らして乱入できる。残機は2人で共有制のため、残機が残っていないと乱入できない。
また、「スパボン」シリーズにおいて、本作からボンバーマンの初期火力が1から2に上昇している。火力が上がったことにより、特に序盤のステージにおいて相対的に時間切れなどのタイムロスが緩和されている。
ある隠しパスワードを入れることによって、フルパワー状態（火力・ボム・スピード最大、ボムキック、パワーグローブ、リモコン）でのスタートや、敵の耐久力が上昇しているハードモードのプレイが可能になる。
スタート時に少しの間だけ、無敵時間がある（他のシリーズでも同じ）。
ステージの敵キャラはステージ2～5までは爆風などで倒されると丸い目つきで消える敵キャラが一番多く、ステージ1のみコアメカで爆風で破壊した時と同一で消える敵キャラが一番多い。

## ステージ・敵キャラ
※は『スーパーボンバーマン5』で再登場している敵キャラ。
○のついているザコキャラクターは本作のディレクターの藤原茂樹が手掛けた『ニュートピアII』に登場するザコキャラクターやボスキャラクターが元ネタとなっている。

### ステージ1（モリモリスター）
マグネットボンバーが送り込まれた、密林のジャングルに覆われた緑の惑星。一面が湿地帯となっている。木が密生し、ボンバーマンや敵キャラクターなどを隠してしまう「ジャングル」が登場する。一部のステージにある吊り橋は爆弾が置けず、爆風も届かない。BGMは『ボンバーマン (PCエンジン)』ステージ1のアレンジ版。チップには緑ボンバーマンが描かれている。
人喰花プラントマン ○
HP1。人型の花。特に何もしてこないがボンバーマンを追尾してくる。
とかげ戦士リザードマン ○
HP1。二足歩行のトカゲ。剣と鎧を装備しているが、特殊な能力は無い。
木霊トレント ○
HP1。木（ソフトブロック）に化けており、直接近づくと正体を現す（ブロックの状態で爆風を当てても倒せる）。以降のシリーズ作品にも度々登場。
グェール ○
HP1。ジャンプして動き回っているカエル。ジャンプの際はブロックを跨ぐ。以降のシリーズ作品にも登場。
バスタースライム ○
HP1。動きが素早いスライム。
ドラゴンフライ ※○
HP1。ブロックを通過するハエ。
コアメカウォーカー1
HP1。コアメカを積んでエリア内を歩き回る。その性質上、必ず倒す必要がある。一度クリアしたエリアではすでに倒されている（他のエリアも同様）。
バケロン（ステージボス）
HP6。マグネットボンバーが搭乗する、狐を模したロボット。葉を投げつけ爆弾をスコアアイテムのリンゴに変化させる。ボンバーマンに当たると爆弾設置不能のウサギに、ルーイに当たるとスピードが極端に落ちて能力使用不能の亀にされる（いずれも一定時間で回復）。人魂に変身するとスピードが大幅に上昇し、周りを回っている狐火はダメージになる（爆弾は誘爆）。

### ステージ2（アチアチスター）
ゴーレムボンバーが送り込まれた、炎が飛び交う灼熱の火山惑星。一部エリアでは火山が噴火して火の玉をランダムに落とす（当たるとダメージする上ソフトブロックも破壊、爆弾は誘爆、ただし火の玉でコワメカを破壊しても得点は入らない）他、トロッコが敷かれている箇所もあり、それでソフトブロックを壊したり敵を轢いたりできる。小さな火山（ハードブロック）を行き交う「プロミネンス」は触れてもミスにならない。BGMは『ボンバーマン (PCエンジン)』ステージ2のアレンジ版。チップには赤ボンバーマンが描かれている。
岩男ロックン ○
HP1。岩（ソフトブロック）に化けているうえにその間は無敵。近づいたり、爆風を当てると動き出す。以降のシリーズ作にも度々登場する。
火炎車ボーボ
HP1。ひたすら徘徊している火炎車。
火の精グレイン ※○
HP1。隣に分身を生み出す火の玉。分身は爆弾に誘爆するほか、当たるとダメージになる。以降のシリーズ作にも度々登場する。
怪鳥ホークマン ○
HP1。こうもり。飛んでいるが爆風は普通に当たる。ドラゴンフライと違いブロックを越えられない。
変身カメーストーン ○
HP1。透明になる二足歩行のカメレオン。透明の間は倒すことが出来ない反面、触れてもミスにはならない。
岩石ガシーン
HP1。爆弾を食べる岩。爆弾を複数並べると食べている間に倒せる。以降のシリーズ作にも度々登場する。
コアメカウォーカー2
HP1。コアメカを積んでエリア内を歩き回る。その性質上、必ず倒す必要がある。
ドッガーン（ステージボス）
HP6。ゴーレムボンバーが搭乗する、火山を模したロボット。火山の噴火と同じ性質の火の玉を頭部から噴いたり（当たるとダメージ、爆弾は誘爆）、両腕を火柱にして振り回したり、口から火炎を吐いたり、ステージを揺らしてボンバーマンを行動不能にしたりする。公式ガイドブックでは名称が「ドッカーン」となっている。

### ステージ3（ブクブクスター）
プリティーボンバーが送り込まれた、一面を海に囲まれた美しい星。トラップとして一対の渦潮の間に入ると回転している方向に高速移動させられる「海流」が登場する。放置すると厄介な敵が数種類いる。BGMは『ボンバーマン (PCエンジン)』ステージ3のアレンジ版。チップには青ボンバーマンが描かれている。
シーバルーン ○
HP1。墨を吐いて画面全体を暗くするタコ（フィールドが視認不可能になるようなことはない。一定時間で回復する）。よく地中に潜る（潜り方は2パターンある）為、その間は倒すことが出来ない反面、触れてもミスにはならない。『ボンバーマンワールド』や『ボンバーマンクエスト』にも登場する。
クラゲダール ※○
HP1。放電して攻撃してくるクラゲ。電気の範囲は小さいように見えるが実際は周囲1ブロック分届く。
貝獣ゴーガ
HP1。巻き貝。地中に潜るがシーバルーンほどは潜らない。以降のシリーズ作品にも登場。
イソギンチャック ○
HP1。触手を伸ばして攻撃してくるイソギンチャク。以降のシリーズ作品にも登場。
ビィローン ○
HP1。アメーバ。普段の動きは遅いが、ときどき1ブロック分を飛び越える猛ダッシュをする。
フィッシャーマン ○
HP2。半魚人。ボンバーマンが進行方向にいると槍を投げてくる。以降のシリーズ作品にも登場する。
コアメカウォーカー3
HP1。コアメカを積んでエリア内を歩き回る。その性質上、必ず倒す必要がある。
ガメプク（ステージボス）
HP6。プリティーボンバーが搭乗する、亀を模したロボット。水蒸気や水を発射する。水蒸気に触れると動きが鈍り、水に触れると画面真下まで流される（爆弾も）。頭と四肢を出していないときは無敵であり、回転しながら体当たりをする。

### ステージ4（サラサラスター）
ブレインボンバーが送り込まれた、砂漠だらけの乾燥した星。ソフトブロックは棺桶の形をしている。一定方向にボンバーマンや爆弾を流す「流砂」や入るとエリア内の別の蟻地獄へとワープできる仕掛けがある他、ピラミッドの穴から飛び出す蛇「ニョロリン」に触れるとダメージを受ける。このニョロリンは爆風を当てても倒せない。BGMは『ボンバーマン'93』デューンスターのリメイク。チップには黒ボンバーマンが描かれている。
砂男サンディ ○
HP1。地中に潜る手。爆弾を投げ返してくる。地中に潜っている間は接触してもミスはない。以降のシリーズ作品にも登場。
火炎怪人ファラー ○
HP1。口から火炎を吐く古代人風の敵。火炎は爆弾を誘爆させる上に噴射時間が長く、噴射しながら歩き続ける。以降のシリーズ作品にも登場。
毒茸怪人マタンゴ ※○
HP1。四肢が生えたキノコ。ボンバーマンが進行方向にいると星型の胞子を飛ばして攻撃してくる。以降のシリーズ作品にも登場。
怪虫クローラ ○
HP1。丸まって回転する芋虫。丸まっている間は無敵状態。以降のシリーズ作品にも登場。
風の精ハリケーン
HP1。竜巻を作る丸っこい生物。近寄ると吸い込まれる。
大蜘蛛スパイダー ○
HP1。糸を伸ばして攻撃してくる蜘蛛。ブロックも通過する。以降のシリーズ作品にも登場する。
コアメカウォーカー4
HP2。コアメカを積んでエリア内を歩き回る。その性質上、必ず倒す必要がある。このエリアから耐久力と移動速度が上昇する。
ポンチョーズ（トゲトゲ&チクチク）（ステージボス）
HP6（2体とも）。ブレインボンバーが搭乗する、サボテンを模した2体の兄弟ロボット。細長い方がトゲトゲ（兄）で、丸い方がチクチク（弟）。片方が帽子を投げ飛ばし（ダメージを受けるほど飛ぶ範囲も広くなる）、もう片方はトゲを降らせる。2人同時に攻めてくることもある。片方が倒されると、生き残った方が2つの攻撃手段を有する。2体とも倒さないとクリアにならない。

### ステージ5（ユキユキスター）
プラズマボンバーが送り込まれた、一年中雪が降りしきる極寒の星。前作のような地雷こそないが、1度通るとヒビが入り、2度歩くと穴が開いて通行不能となる「ひび割れ床」がある他、中に置かれた爆弾の火力が最大になり、爆風で天井が一瞬開く「かまくら」、支えているソフトブロックを破壊すると転がって敵を轢き倒すことができる「大雪玉」が登場する。BGMは『ボンバーマン'93』クリスタルスターのリメイク。チップには白ボンバーマンが描かれている。
原人ピグミン ※○
HP1。緑色のフードを被っている敵。3マス分の鎖を飛ばしてくる。以降のシリーズ作品にも登場。
原人コロボックル ※○
HP1。丸まってジャンプする雪男。丸まっている間は無敵。
アイスタワー ○
HPは分裂前1、分裂後1。ツララ。普段は止まっていてボンバーマンが縦横いずれかに並ぶと星型の冷気を放つ。地中に潜って移動することもあり、この間は爆風を当てられない反面、触れてもミスにはなることは無い。倒すと4体のアイスタワーJr.に分裂し、ゆっくり移動する。『ボンバーマンストーリー』にも登場。
獣人スノーマン ○
HP2。徘徊するだけで何もしてこないが、まれに回転しながらジャンプして炎をかわす。『ボンバーマンストーリー』にも登場。
トドラ
HP1。トド。ボンバーマンが進行方向にいると目つきが変わり猛スピードで突進してくる。『ボンバーマンストーリー』にも登場。
ペンゴ
HP2。蝶ネクタイを着けたペンギン。爆弾が進行方向にあると自分の目の前にソフトブロックを作る。
コアメカウォーカー5
HP2。コアメカを積んでエリア内を歩き回る。その性質上、必ず倒す必要がある。
フリーザービューナス（ステージボス）
HP8。プラズマボンバーが搭乗する、美姫の姿をしたロボット。その美しい外観とは裏腹に攻撃は激しく、ホーミング竜巻、吹雪、人形を繰り出して攻撃する。

### ステージ6（バグラーシップ）
悪の天才科学者「バグラー」が待ち受ける宇宙船。このステージが出現すると周囲の惑星はシップの砲台のターゲットにされ、ステージ1～5には戻れなくなる。ランダムにアンテナとアンテナの間に電流が走り、
侵入者を攻撃する「防御システム」や、ベルトコンベア、爆風が当たると発射される「ミサイル」、爆風で爆発する箱などのトラップやボンバーマンを確実に追い詰めてくる敵が登場し、終盤にふさわしいステージである。エレベーターで昇りながら、最上階にいるバグラーの下を目指す。BGMは『ボンバーマン（FC版）』でアイテムを入手した時に流れる音楽のアレンジ。
飛行メカ グルーン
HP2。プロペラで飛行して無敵状態になりながらブロックを通過するロボット。地上に着地すると弾を撃つ（ソフトブロックに当たると破壊され、爆弾には誘爆する）。
高速メカ ダッシュ ※
HP1。近づくとダッシュ体勢になり、以後はひたすら追いかけてくるロケット。
合体メカ マシンダー
HP1。球状のロボット。合体している間は爆風を当てても分散するだけで、単体の時でないと倒せない。
歩行メカ ロボイド ※○
HP2。ブロックを壊すロボット。ブロックに擬態している。
機動メカ ボーン
HP3。炎を振り回すロボット。時々ジャンプして炎をかわす。
爆烈メカ メガドン
HP1。爆弾。時々自ら爆発する。爆風を放つ際の火力は最大で、貫通性能もある。他の敵を巻き込むことはあるものの本体であるメガドン自体は死なない。メガドンの炎でソフトブロックを破壊する上コアメカを破壊しても敵を倒しても得点は入らない（ただし爆弾には誘爆する）。なお、倒された際にも爆風を放つ。以降のシリーズ作品にも度々登場。
プロフェッサーバグラー（中ボス）
HP4。宇宙征服を企む悪の天才科学者であり、凶悪ボンバー5人衆の生みの親。高速移動、バリア、メガドン（ダメージを受けた際に放つ）・ボヨヨンボムという2種類の爆弾を使いこなす。
ガッタイダー（最終ボス）
HP8。バグラーが搭乗する、凶悪ボンバー5人衆が合体したロボット。ロケットパンチ、3方向火炎放射、ハート型爆弾、ミサイル、レーザーなど多彩な攻撃を仕掛ける。表示される凶悪ボンバー5人衆のシンボルマークで攻撃を判別することができる。

## バトルゲーム
爆弾を使って他のボンバーマンを倒す、おなじみの対戦ゲーム。スパボンシリーズでは今作から最大5人で対戦できる。今回もシングルマッチかタッグマッチかを選択できる。シングルは自分以外の全員を倒せば勝ちの個人戦、タッグは2チームに分かれて対戦する。チームの振り分けは自由で、1vs4といった変則的な対戦も可能。COMの強さは3段階（隠しパスワードでさらに1段階難しくできる）。
ボンバーマンのほかにも、ワールドボンバーとよばれる、世界各国から選抜された7人のボンバーマンが登場し、マイキャラとして使用することができる（ボンバーマンは日本代表のワールドボンバーとして参戦）。コンピューターが操作する場合、キャラによって行動パターンが異なる。プレイヤーで色は固定されており、1Pは白、2Pは黒、3Pは赤、4Pは青、5Pは緑である。
後のシリーズではおなじみとなった「みそボン（みそっかすボンバー）」システムは、今回が初登場。ONにすると、プレッシャーブロック（時間になると降ってステージの面積を狭めるブロック）が降ってくる、制限時間の1分前（1分設定の場合40秒前）までにやられたプレイヤーでも、場外から爆弾を投げ入れて攻撃することができる。一度に投げられるのは1個だけで、それが爆発すると次を投げ入れることができる。また、前作ではパスワードによっての設定だった｢サドンデス｣（プレッシャーブロックを途中で止めるか、最後まで降らせるか）をオプションから選択できるようになった。
全部で10のステージが用意されており、それぞれ仕掛けなどが異なっている。また裏技として、スーパージョイカードを使って隠しステージを出現させたり、特定のパスワードを入力することでステージの構成やプレイヤーの初期位置が変わったステージで遊んだりすることもできる。
バトルの優勝者（シングルマッチのみ）は前作のルーレットに変わり、ゴールにいるルーイめがけてサッカーボールを蹴ってアイテムを手に入れる"PK・ボンバー"をプレイできる。設定でON/OFFを切り替えられる。ゲタが出るとブーイングが起こり、それ以外のアイテムが出るとシュプレヒコールが起こる。
隠しパスワードで前作同様ゴールデンボンバーにすることもできる。
今作より、最後まで生き残ったプレイヤー（チーム）が決まると勝ちポーズを決めるようになったため、フェードアウトまで操作することができなくなった。また、今作ではプレイヤーが倒された際、そのプレイヤーが持っていたアイテムのうち、基本アイテムであるファイアーアップ・ボムアップのうち一部しかフィールドに出現しない。

### ルール設定
COM LEVEL
コンピュータが操作するキャラクターの強さを設定できる。通常は1（弱い）～3（強い）だが、特定のパスワードにより4（最強）を選択できるようになる。
BATTLE
対戦を行って何回勝利した人が優勝になるかを設定できる。1～5回。
TIME
一回の対戦の制限時間を設定できる。1～5分、∞（無制限）。
サドンデス
プレッシャーブロックを途中で止めるか、最後まで降らせるかを設定できる。ON、OFF。
みそボン
対戦中に先にゲームオーバーになったプレイヤーが、プレッシャーブロックが落ちてくる直前までステージの外周から爆弾を投げ入れ攻撃できるようにするかを設定できる。ON、OFF。
PK-ボンバー
シングルマッチの優勝者が、次の対戦開始時にアイテムを装備した状態でスタートできる。アイテムの種類はミニゲームの結果で決定する。ON、OFF。

### バトルステージ
ステージ1（オナジミサン）
特に仕掛けのないオーソドックスなステージ。パスワードを入力するとフルパワー&ブロック無し、プレイヤーの初期配置が中央、ルーイが一切出ない、のどれかのバトルになる。フルパワー時の能力は火力10ブロック分、ボム5個、スピード初期値、キック所持で、火力に関してはファイアーやフルファイアーによって上げられる火力の上限を超えている。
ステージ2（クルクルキャンディ）
お菓子のステージ。キャンディの回転扉は障害物があると回らない。パスワードで回転扉の位置が変わる他、ハードブロックが横一列に並ぶ場合もある。
ステージ3（ブクブクボン）
ブクブクスターのステージ。渦潮に挟まれた道は一方通行になっている。パスワードで渦潮の位置が変わる。乗るとジャンプする間欠泉がある。
ステージ4（コロコロドカン）
バグラーシップのステージ。ワープ床に乗ると別のワープ床に瞬間移動できる。その上で爆弾を置くと爆弾だけがワープする（パワーグローブで投げた際と似た軌跡を描く）。パスワードでコンベアが追加されたり、コンベアの向きをスイッチで変更出来るようになる。
ステージ5（ツルツルボン）
ユキユキスターのステージ。画面上部の雪玉は前に置かれたブロックを壊すと転がってくる（ノーマルモードの時と違い何度でも復活するがサドンデスの時は復活しない）。またノーマルモード同様、かまくらの中に爆弾を置くと爆風で屋根が飛び上がる。特定の場所を通過するとヒビが入り、ヒビが入った状態で通過すると通行不可能な穴が発生する。
ステージ6（マガッテボン）
都会のステージ。ボムキックで蹴り飛ばした爆弾が矢印を通過すると、その方向に爆弾が曲がる。パスワードで矢印の位置が変わる他、一定時間で矢印の向きが変わる床が登場。また、バトル開始時と誰かがやられると外周とハードブロックが光る。
ステージ7（サラサラワープ）
サラサラスターのステージ。あり地獄はコロコロドカンと同様プレイヤーがワープできるが、爆弾のワープはできない。また、中央には上下左右にランダムでソフトブロックを破壊する大きな石がありプレイヤーが潰されてもミスになる（プレッシャーブロックが降ってくると動かなくなる）。必ず中央に配置される為、初期配置が中央の5プレイヤーは苦戦する（その代わりアイテムを手に入れやすい）他、サドンデスでブロックが落ちてくると逃げる範囲が狭くなってくるのでさらに苦戦する、難易度の高いステージ。パスワードで中央の石がなくなる他、蟻地獄の位置が変わり、コンベアとほぼ同じギミックの流砂が追加される。
ステージ8（ゴーゴートロッコ）
アチアチスターのステージ。トロッコは線路上の障害物を蹴散らす（プレッシャーブロックに当たるとミス扱い）。パスワードを入力した裏ステージには、スイッチが登場し線路を切り替えられる。
ステージ9（シーソーパーク）
遊園地のステージ。シーソーを利用してプレイヤーや爆弾の大ジャンプができる。パスワードでキックした爆弾の向きが変わる矢印が追加される。
ステージ10（ジャングルトンネル）
モリモリスターのステージ。蔦のトンネルの下に置かれた爆弾は、強制的に火力最大になる為不意打ちが決まりやすい。パスワードで蔦の初期配置が変わる。
ステージ11（ボムボックス）
スーパージョイカードを使用することで使用可能となる2つの隠しステージのうちの1つ。
宇宙のステージ。配置された爆発する箱（ボムボックス）を壊すと大爆発を起こす。
ステージ12（ガタガタブロック）
スーパージョイカードを使用することで使用可能となる2つの隠しステージのうちの1つ。
雲のステージ。矢印ブロックに爆風を当てるとその方向に移動する。矢印ブロックに潰されてもミスになる。誰かがやられるとハードブロックの風船が一定時間笑う。

## アイテム
取扱説明書と公式ガイドブックで名称が異なるものがあり、以下では括弧内を公式ガイドブックのものとする。
ファイアー（ファイアーアップ）
火力が1ブロック分上昇する。初期値は2ブロック分で最大8ブロック分まで。
爆弾（ボムアップ）
同時にセットできる爆弾の上限が1個増える。初期値は1個で最大8個まで。
ローラーシューズ（スピードアップ）
移動スピードが1段階上昇する。最大は10段階目まで。バトルモードでは初期値がノーマルモードより1段階上がっている。
ゲタ
移動スピードが1段階下がる。スピードアップを1つも取っていない状態で最大3段階まで。バトルモードではPKボンバーにのみ登場する。
タマゴ
ルーイに乗ることができる。色はランダム。
耐火スーツ（無敵スーツ）
（ノーマルのみ）取った瞬間から16秒間無敵になる。点滅の速さで残り時間が把握できる。
パワーボム
セットした爆弾の最初の1つ目のみ「P」という文字がつき、火力が最大になる。この場合ファイアーやフルファイアーによって上げられる火力の上限を超えて大きくなり、ステージの端から端まで爆風が届くようになる。今作ではボムキックでライバルプレイヤーに直接ぶつけてもアイテムを奪い取れなくなっている。
ゴム爆弾（ボヨヨンボム）
爆弾がスライム状になり、投げたり蹴ったりすると飛び跳ねる。投げた場合はランダムに跳ね回った後に着地。蹴った場合は直線上を往復。
ボムキック
置いた爆弾に体当たりすると、爆弾を蹴ることができる。Xボタンで止められる。
パワーグローブ
爆弾をAボタンで持ち上げ、離すと爆弾を投げる。場外に投げると反対から戻ってくる。今作ではノーマルモードの敵キャラクターに直接ぶつけてもダメージを与えられなくなったなど前回よりも性能が弱体化している。
フルファイアー
（バトルのみ）火力が一気に最大（8ブロック先まで）になる。ファイアーを限界まで取得したことになっているので、ライバルプレイヤーからフルファイアーを直接奪い取ることは不可能。
リモコン
（ノーマルのみ）Bボタンで爆弾をいつでも爆破できる。
貫通爆弾（貫通ボム）
（ノーマルのみ）トゲのついた爆弾になり、爆風が破壊できる壁を貫通する。
爆弾通過（ボム通過）
（ノーマルのみ）爆弾をすり抜けられるようになる。ただしボムキックの効果はなくなる。今作のみ、後からボムキックを取っても通過のままで上書きできない。
壁通過（ブロック通過）
（ノーマルのみ）破壊できる壁（ソフトブロック）をすり抜けられるようになる。ステージ3-3の3パート目のみ出現。爆発に巻き込まれたソフトブロックの上に立っていると、直接爆風に巻き込まれた時と同じようにミスになってしまうので前作より性能が落ちている。また、渦潮に巻き込まれるとソフトブロックをすり抜けてステージ端まで吹っ飛ばされる。
時計（タイマー）
（ノーマルのみ）16秒間のみ制限時間と敵の動きが止まる。ステージ1-3の2パート目のみ出現。
1UP（1up）
（ノーマルのみ）ボンバーマンの絵が描いてあり、残機が増える。最大9まで。
アイスクリーム（ソフトクリーム）
（ノーマルのみ）点数が1000点増える。
リンゴ
（ノーマルのみ）点数が200点増える。ステージ1のボス「バケロン」の葉っぱが爆弾に当たるとこれに変わる。
ハート
ミスを一度だけ回避できる。ストックできない。

### ドクロアイテム
ドクロはバトルゲームのみで手に入り、取ると以下の様々な良くない症状が出る（どれになるかはランダム）。その状態で他のボンバーマンに触れると、ドクロの効果を移すことができる。何らかのアイテムを取ると解除できる。ドクロパネルはアイテムと違い爆風では消せないが、プレッシャーブロック・ボムキックやパワーグローブおよびブルールーイで飛ばした爆弾もしくはみそボンで投げた爆弾またはイエロールーイのブロックキックによって押し潰せば消すことができる。
駿足病
移動速度がかなり速くなる。
鈍足病
移動速度がかなり遅くなる。グリーンルーイに乗っていてもダッシュできなくなり、ベルトコンベアや流砂に乗ると脱出が困難になる。
ゲリ
自動的に爆弾が設置される。ブラウンルーイに乗っていても自動的に数だけ前方に一直線上に並べて爆弾が設置される。
不能病
爆弾を設置できなくなる。
最低病
爆弾の火力が1ブロック分になる。
止まれん病
止まれなくなる。
リバース症候群
方向ボタンの方向が逆になる。
せっかち症候群
爆弾が爆発するタイミングが短くなる。
のんびり症候群
爆弾が爆発するタイミングが長くなる。
チェンジ
他のキャラクターと位置が入れ替わってしまう。入れ替わった後の持続はなく、ドクロは再びステージに放出される。

## ルーイ
『ボンバーマン'94』にも登場したルーイが今作も登場している。ソフトブロックを破壊した時に出現するタマゴに乗ると、ルーイに乗ることができる。Yボタンを押すことで特殊能力が使える。爆弾の炎に巻き込まれたり敵やトラップ等の攻撃を受けても、ルーイを失うだけでボンバーマンは無傷で済む。「94」のピンクルーイ（得意技：ダンス）のようなハズレはない。
グリーンルーイ
得意技：ダッシュ
猛スピードでダッシュする。一度ダッシュすると障害物に当たるまで止まれない。ダッシュ中も爆弾を置くことができる。
イエロールーイ
得意技：ブロックキック
ソフトブロックを蹴って移動させることができる。ブロックの移動コース上にアイテムがある場合、アイテムを消してしまう。
ブルールーイ
得意技：ボムスルー
爆弾を前方に蹴り飛ばすことができる。ルーイに乗っている間のパワーグローブ代わりになる（ただし隣接した爆弾しか蹴れない）。
ピンクルーイ
得意技：ジャンプ
ブロック、爆弾等を1つ分飛び越えることができる。タイミングが合えば、爆風をかわすことも可能。
ブラウンルーイ
得意技：ラインボム
所持している爆弾の数だけ前方に一直線上に並べて設置できる。途中にソフトブロックやライバルプレイヤー・敵キャラクターなどがある場合はそこまでしか設置できない。

## スタッフ
（出典:）
- GAME DESIGN（企画）
  - TATSUMITSU WATANABE（渡辺達光）
- PROGRAM
  - HIKARU AOYAMA（青山光/青山公士）（メインプログラム）
  - SATOSHI MIKAMI（三上哲）（サブプログラム）
  - RYUICHI MASUDA（増田竜一）（イベントプログラム）
- ART DESIGN（原画）
  - SHOJI MIZUNO（水野祥司）
  - NAOTO YOSHIMI（吉見直人）
- MAP DESIGN
  - AKIHIKO AZUMA[9]（東明彦）（ノーマル、バトルステージマップ作成）
  - YASUHIRO FUJII（藤井康博）（バトルステージマップ作成）
- PLAYER CHARACTER DESIGN（プレーヤーキャラクター、ビジュアル面作成）
  - MISUZU KOBAYASHI（小林美鈴）
  - YUKAKO TABATA（田畑有香子）
- ENEMY/VISUAL DESIGN（敵キャラクター、デモ画面作成）
  - MCL IWATA（岩田吉弘）
  - KAZUHIRO MITANI（三谷一弘）
- MUSIC COMPOSER（作曲）
  - JUN CHIKI CHIKUMA（竹間淳）
- MUSIC COMPOSER/PROGRAMMER（作曲、サウンドプログラミング）
  - KEITA "KRP" HOSHI（星恵太）
- SOUND PROGRAM（サウンドプログラミング、サンプリング）
  - AKIHIRO AKKI SATO（佐藤昭洋）
  - YAMAMOTO ACIEEED! HIRONAO（山本裕直）
- SOUND EFFECT（効果音）
  - ESENAGE H ONMA（本間章浩）
- TECHNICAL SUPPORT（テクニカルサポート）
  - MASAKI YONEKAWA（米川正樹）
  - SEIJI HINO（日野清治）
- SPECIAL THANKS（スペシャルサンクス）
  - HIDEKI "DRUMMERBOY" MIFUJI（三藤秀樹）
  - HARUKI MITANI（三谷晴基）
- DIRECTOR（ディレクター、バトルゲーム企画）
  - SHIGEKI FUJIWARA（藤原茂樹）

## 移植版
| No. | タイトル                      | 発売日        | 対応機種                                         | 開発元   | 発売元   | メディア | 型式 | 備考                                                           | 出典   |
| --- | ----------------------------- | ------------- | ------------------------------------------------ | -------- | -------- | -------- | ---- | -------------------------------------------------------------- | ------ |
| 1   | ボンバーマンコレクションVOL.2 | 2004年4月15日 | Windows 98・Windows 2000・Windows Me・Windows XP | ハドソン | ハドソン |          |      | 北米版「BOMBERMAN COLLECTION」と同一内容のため、海外版を収録。 | [ 10 ] |

## キャンペーン
スーパーボンバーマン ぱにっくボンバーW#キャンペーンを参照。

## 関連商品

### 書籍
- スーパーボンバーマン3 ハドソン公式ガイドブック
  - 1995年、小学館発行、ISBN 4-09-102509-9。4コマ漫画をむさしのあつしが担当している。
- ボンバーマンマニアックス
  - 1995年、アスペクト発行、ISBN 4-89366-369-0。本作の開発者インタビューが掲載されている。
- ボンバーマン爆裂大図鑑
  - 1996年、講談社（コミックボンボンスペシャル）、ISBN 4-06-103303-4

### CD
- SUPER BOMBERMAN 3 Original Sound Track
  - 本作の楽曲の完全版が収録されたサウンドトラック。NTT出版より発売。